# Paranthura setigera
Paranthura setigera är en kräftdjursart som beskrevs av Negoescu 1997. Paranthura setigera ingår i släktet Paranthura, och familjen Paranthuridae. Inga underarter finns listade.